# Crepis jacquinii
Espèce
Crepis jacquinii est une espèce de plantes à fleurs de la famille des Asteracées.